# Embassy II
Embassy II (né le 25 mars 2001) est un étalon de robe bai-brun, du stud-book Hanovrien, monté en saut d'obstacles par le cavalier allemand Hans-Dieter Dreher, avec qui il a notamment atteint la finale de la coupe du monde de saut d'obstacles 2012-2013.

## Histoire

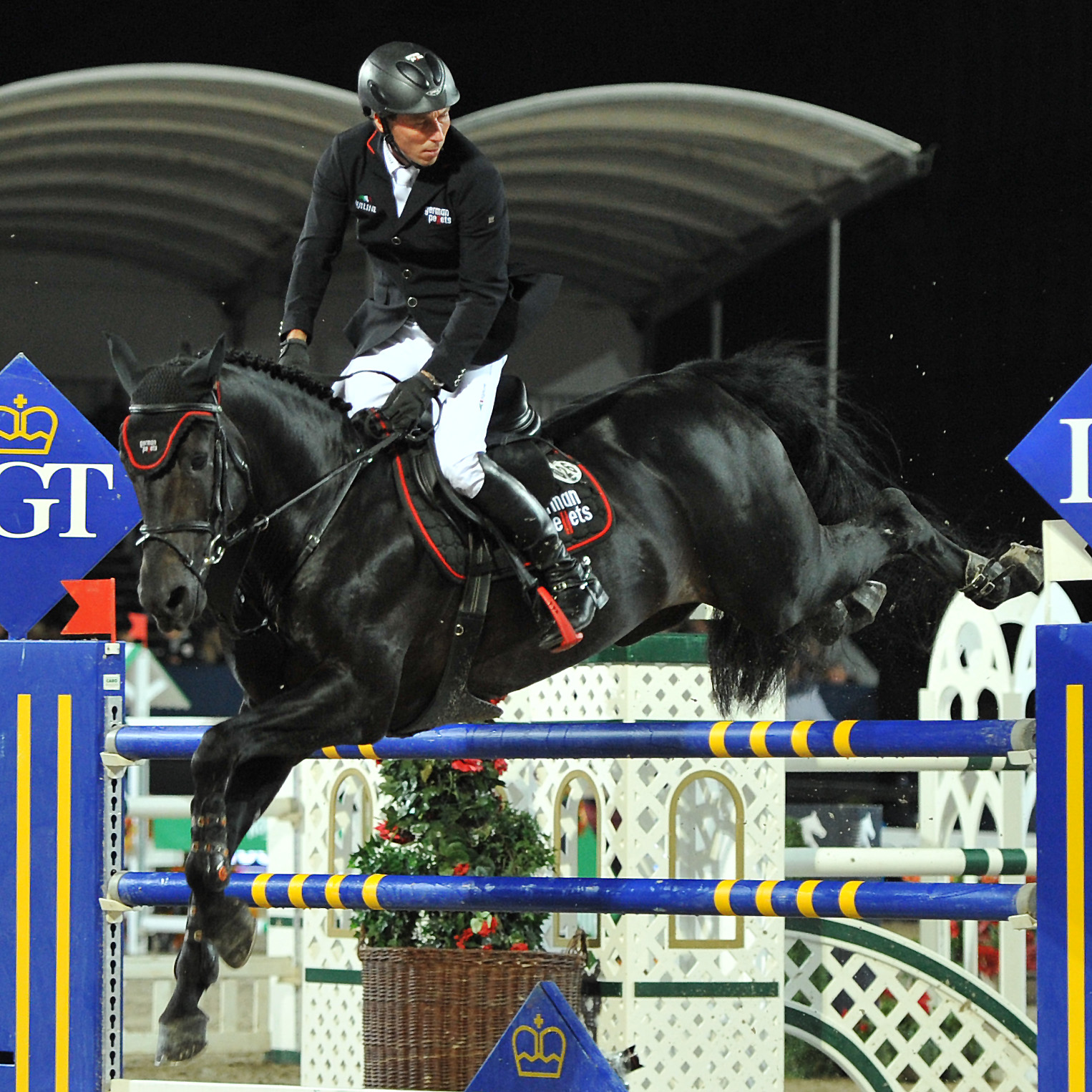
Embassy II monté par Hans-Dieter Dreher à l'étape Global Champions Tour de Vienne.

Il naît le 25 mars 2001 à l'élevage du Dr Jacobs Bonny-Jasmin, à Bierbergen en Allemagne,. Il est la propriété du Hengststadion Galmbacher. Le cavalier allemand Hans-Dieter Dreher le monte à partir de 2011.

En 2017 et 2018, il est arrêté de compétition durant presque un an, avant de reprendre à Rotterdam en juin 2018, en bouclant deux parcours sans faute. Il remporte le CSI3* de Donaueschingen à  l'âge de 17 ans. Il est loué par Beligneux le haras pour la saison de reproduction de 2019.

## Description
Embassy II est un étalon de robe bai foncé, inscrit au stud-book du Hanovrien. Il toise 1,70 m.

## Palmarès
Il est 11e du classement mondial des chevaux d'obstacle établi par la WBFSH en octobre 2012, puis 63e en octobre 2013, puis 15e en octobre 2014, puis 25e mondial en octobre 2015.
- 2013 : 19e individuel lors de la finale de la coupe du monde de saut d'obstacles 2012-2013[2].
- Janvier 2015 : Vainqueur du Grand Prix de Leipzig[11]
- 2017 : vainqueur du Prix de la ville de Mannheim[3]
- Août 2018 : vainqueur du CSI3* de Donaueschingen
- Octobre 2018 :

## Pedigree
Embassy II est un fils de l'étalon Escudo I et de la jument Sammy Jo, par Silvio I.

## Descendance
Embassy II est devenu un étalon reproducteur. Il a eu peu de descendants du fait de sa carrière sportive. Le meilleur de ses 18 poulains connus en 2019 est Estero Bay, qui saute en épreuves jusqu'à 1,50 m